# Juan de Espinosa Medrano
Juan de Espinosa Medrano (Calcauso - Antabamba - Apurímac, 1629 - Cusco, 13 de noviembre de 1688), conocido como Lunarejo, fue un clérigo, catedrático, predicador sagrado, escritor y dramaturgo del Virreinato del Perú. Fue apodado "Doctor Sublime", "Demóstenes Indiano", "Fénix criollo" y "Tertuliano de la América" por sus contemporáneos debido a su erudición y la suntuosidad retórica de sus sermones, discursos y obras. Es autor del Apologético en favor de Don Luis de Góngora (1662), el primer texto de crítica literaria escrito en América. Es también una de las tres figuras más importantes de la literatura barroca de Hispanoamérica del siglo XVII junto a los novohispanos Sor Juana Inés de la Cruz y Carlos de Sigüenza y Góngora.
Espinosa Medrano es también autor de El robo de Proserpina y sueño de Endimión (c. 1645), un auto sacramental en quechua; la Panegírica declamación por la protección de las ciencias y estudios (1650), un discurso de oratoria epidíctica; Amar su propia muerte (c. 1650), una comedia bíblica en español; El hijo pródigo (c. 1657), un segundo auto sacramental en quechua; Discurso si en concurso de opositores a beneficio curado deba ser preferido caeteris paribus el beneficiado al que no lo es en la promoción de dicho beneficio (1664), un discurso sobre los beneficios eclesiásticos coloniales; Philosophia Thomistica (c. 1688), un curso de filosofía y lógica en latín; y La Novena Maravilla (1695), un volumen de sermones panegíricos de publicación póstuma.
El origen y los primeros años de vida de Espinosa Medrano son, casi en su totalidad, desconocidos. La ausencia de datos biográficos ha conducido a la especulación histórica respecto a su identidad biológica y cultural, sobre todo por parte de biógrafos afines al indigenismo en el Perú. La autoidentificación de Espinosa Medrano en su obra es, sin embargo, la de un criollo o español americano. No obstante este hecho, desde el siglo XVIII hasta el presente, su figura viene siendo utilizada como ejemplo del potencial intelectual del hombre mestizo o nativo americano para el dominio de la cultura de origen europeo en América.
Su producción barroca, escrita en español, latín y quechua, se publicó en América y Europa. Sin embargo, solamente tuvo recepción significativa en el Virreinato del Perú. En la actualidad el conocimiento académico sobre la vida y obra de Espinosa Medrano contrasta ampliamente con el conocimiento generado por la tradición oral de los departamentos de Cusco y Apurímac en el Perú. Para la academia, Espinosa Medrano fue un criollo letrado y su obra un ejercicio de participación americana en la cultura europea de su época. Para la tradición oral, Espinosa Medrano fue un indígena americano que introdujo una agenda de reivindicación racial y cultural indígena en su obra.

## Biografía

### Origen y primeros años
En sus Noticias Cronológicas de la Gran Ciudad del Cuzco (c. 1740), el deán Diego de Esquivel y Navia, segundo biógrafo de Espinosa Medrano, fue el primero en sitúar el nacimiento del autor en el pueblo de Calcauso del Obispado del Cuzco circa 1630. No obstante, no se puede determinar el lugar y la fecha de nacimiento de Espinosa Medrano con exactitud, pues cuando Diego de Esquivel y Navia proveyó la información ya Espinosa Medrano llevaba muerto más de cincuenta años. Tampoco se tiene conocimiento cierto de sus primeros años de vida, mucho menos del linaje y la etnia de sus progenitores. Los estudios infieren que Espinosa Medrano fue un sujeto sin nobleza de sangre, razón por la cual no incluyó ninguna información genealógica en su testamento escrito días antes de su muerte, una práctica habitual en la época. Asimismo, se conjetura que pudo ser hijo de legítimo matrimonio, y que biológicamente hubo de ser o mestizo o criollo, pues de lo contrario no habría podido ingresar al Seminario de San Antonio Abad del Cuzco como estudiante y más adelante realizar carrera eclesiástica hasta llegar a ser una de las dignidades de la Catedral de la ciudad (los indígenas en la colonia no podían ordenarse como sacerdotes).
El Seminario de San Antonio Abad establecía en sus Constituciones una condición, entre muchas otras, para los estudiantes ingresantes: "ser naturales de este Obispado del Cusco..., de legítimo matrimonio... y limpios, sin raza de moros ni judíos... [sin] lugar a dispensación en ningún tiempo". A partir de esta información se ha establecido con seguridad que Espinosa Medrano fue cuzqueño, pero solo probablemente hijo legítimo, pues aun siendo hijo natural o hijo de padres no conocidos podría haber sorteado las condiciones de ingreso a la institución. Se sabe también que el Seminario de San Antonio Abad, desde su fundación en 1598, asumió la educación de "los hijos de los conquistadores y de la nobleza de la ciudad carentes de recursos"; pues en las Constituciones solamente se permitió el ingreso de "algunos hijos de personas ricas". Por ejemplo, se sabe que en 1669 el Seminario de San Antonio Abad contaba con 130 alumnos, de los cuales solo unos pocos pagaban por su instrucción. Se infiere, por lo tanto, que Espinosa Medrano quizás fue en un inicio un sujeto de medios o bajos recursos. No obstante, lo más importante de esta información es que con ella no se puede concluir que Espinosa Medrano haya tenido un origen indígena.
Sobre su origen y sus primeros años hay poca información de sus contemporáneos. Agustín Cortés de la Cruz, discípulo y primer biógrafo del autor, afirmó en 1695 en los preliminares de La Novena Maravilla: "poco le favoreció en sus principios la que el vulgo llama Fortuna". Asimismo, sobre su falta de nobleza hereditaria, afirmó que la suplió con su obra: "Fue hijo de sus obras este nobilísimo sujeto. ¿Nobilísimo dije? Dije bien, que la nobleza no solo se puede heredar, sino también adquirir". Más adelante, Clorinda Matto de Turner, la tercera biógrafa de Espinosa Medrano y la más importante en la primera mitad del siglo XX, no erró al novelar: "El que, venido al mundo en cuna humilde, supo elevarse, con sólo el peldaño del libro y la oración, hasta brillar como el astro rey en el cielo literario de la América del Sur". En definitiva, la evidencia histórica sugiere que Espinosa Medrano fue un sujeto del común en lo que respecta a características sociales, culturales y económicas en la sociedad colonial. Sobresalió casi exclusivamente por su inteligencia. El retrato de Espinosa Medrano como indio intelectual entre españoles, hecho insólito construido por Clorinda Matto y perpetuado por la tradición oral en Apurímac, no encuentra asidero documental ni histórico.
Continuamente, el enigma biógrafico de los primeros años de Espinosa Medrano ha estimulado la creación de una biografía parcialmente novelada que se fundamenta en la concepción del autor como un intelectual indígena. La fuente principal para la constante construcción biográfica indígena de Espinosa Medrano corresponde a la aproximación al autor realizada por Clorinda Matto a fines del siglo XIX.

### La biografía de Espinosa Medrano por Clorinda Matto

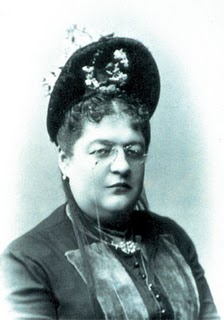
Clorinda Matto de Turner, autora de una biografía sobre Espinosa Medrano titulada "Don Juan de Espinosa Medrano —o sea— el Doctor Lunarejo" incluida en Bocetos al Lápiz de Americanos Célebres (1890). Su construcción biográfica sobre Espinosa Medrano sobrevive en el imaginario y la literatura oral sobre el autor de los departamentos de Cusco y Apurimac en Perú. Matto también incluyó versos en quechua en su biografía, los cuales atribuyó a Espinosa Medrano.

Clorinda Matto de Turner publicó en 1887 en Lima su estudio biográfico "Don Juan de Espinosa Medrano —o sea— el Doctor Lunarejo". Tres años más tarde, en 1890, incluyó el estudio, con ligeras correcciones, en su compendio biográfico Bocetos al Lápiz de Americanos Célebres (1890). El volumen incluyó un capítulo dedicado a Espinosa Medrano, en él construyó una biografía del autor a partir de datos obtenidos no solo de los libros de Espinosa Medrano, y crónicas y documentación colonial, sino también a partir de información recabada de la tradición oral. 
El ejercicio biográfico de Clorinda Matto sobre Espinosa Medrano fue, en segmentos significativos, imaginativo para suplir la falta de datos documentales. Ejercicios de novelación y ampliación literaria de los datos obtenidos de la tradición oral dieron al texto un carácter apologético. La biografía estuvo también influenciada por la ideología indigenista de Clorinda Matto. Este último aspecto en conjunción con su cariz laudatorio han conducido a la comunidad académica a rechazar parcialmente la legitimidad de la biografía de Espinosa Medrano realizada por la autora.
El aspecto más importante de la biografía de Espinosa Medrano realizada por Clorinda Matto corresponde a su influencia constante en el imaginario popular que se tiene del autor en el Perú. Las biografías académicas de fines del siglo XX e inicios del siglo XXI no han adquirido su trascendencia ni han contribuido a robustecer la memoria popular sobre Espinosa Medrano.
De acuerdo a Clorinda Matto, Espinosa Medrano fue vástago de la unión conyugal entre Agustín Espinosa y Paula Medrano, indios de condición humilde que en una "choza de la alegre aldea" vieron llegar "el nacimiento del indiecito". Según Matto, Espinosa Medrano inició su instrucción a los siete años en la 'clase de párvulos' de un párroco de Mollebamba, por entonces un curato perteneciente a la provincia de Aymaraes del Obispado del Cuzco. Según Matto, en este espacio descubrió su vocación letrada y religiosa, pues además de alumno destacado, se convirtió también rápidamente en sacristán del curato.
Según Matto, tras el periodo de servicio y educación con el párroco de Mollebamba, Espinosa Medrano pasó a Cuzco como sirviente. En Cuzco ingresó en el Seminario de San Antonio Abad, institución donde aprendió a tocar diferentes instrumentos musicales y adquirió dominio en varias lenguas, además de pericia en ciencias y letras. Según Matto, poco después de cumplir dieciocho años, Espinosa Medrano obtuvo el grado de doctor en la Universidad de San Ignacio de Loyola, entonces administrada por la Compañía de Jesús. Espinosa Medrano luchó desde entonces contra el rechazo social e institucional que entorpeció su desempeño en sus oficios de clérigo y escritor por ser indio. Finalmente, se impuso frente a su sociedad y alcanzó cargos de dignidad eclesiástica en la catedral del Cuzco.
En su biografía sobre el autor, Clorinda Matto incluyó algunas composiciones líricas en quechua de presunta autoría de Espinosa Medrano. Si bien su autoría no se ha confirmado, por el testamento del autor se sabe que en vida también escribió obras líricas de tema profano.
Por último, Clorinda Matto finalizó su biografía sobre Espinosa Medrano con la escritura de un epitafio. El epitafio constituye uno de los primeros elogios del Perú republicano al autor: "Al Perú, su patria, ha legado algo más: el esplendente rayo de su gloria, que reflejará perdurablemente sobre la tierra que meció su cuna y guarda sus cenizas. Sea nuestro recuerdo de admiración el monumento levantado a la esclarecida memoria de Don Juan de Espinosa Medrano o el Doctor Lunarejo, en cuyo epitafio hemos de grabar orgullosos: Gloria peruana, Hijo del Cuzco".

### Carrera eclesiástica y producción escrita

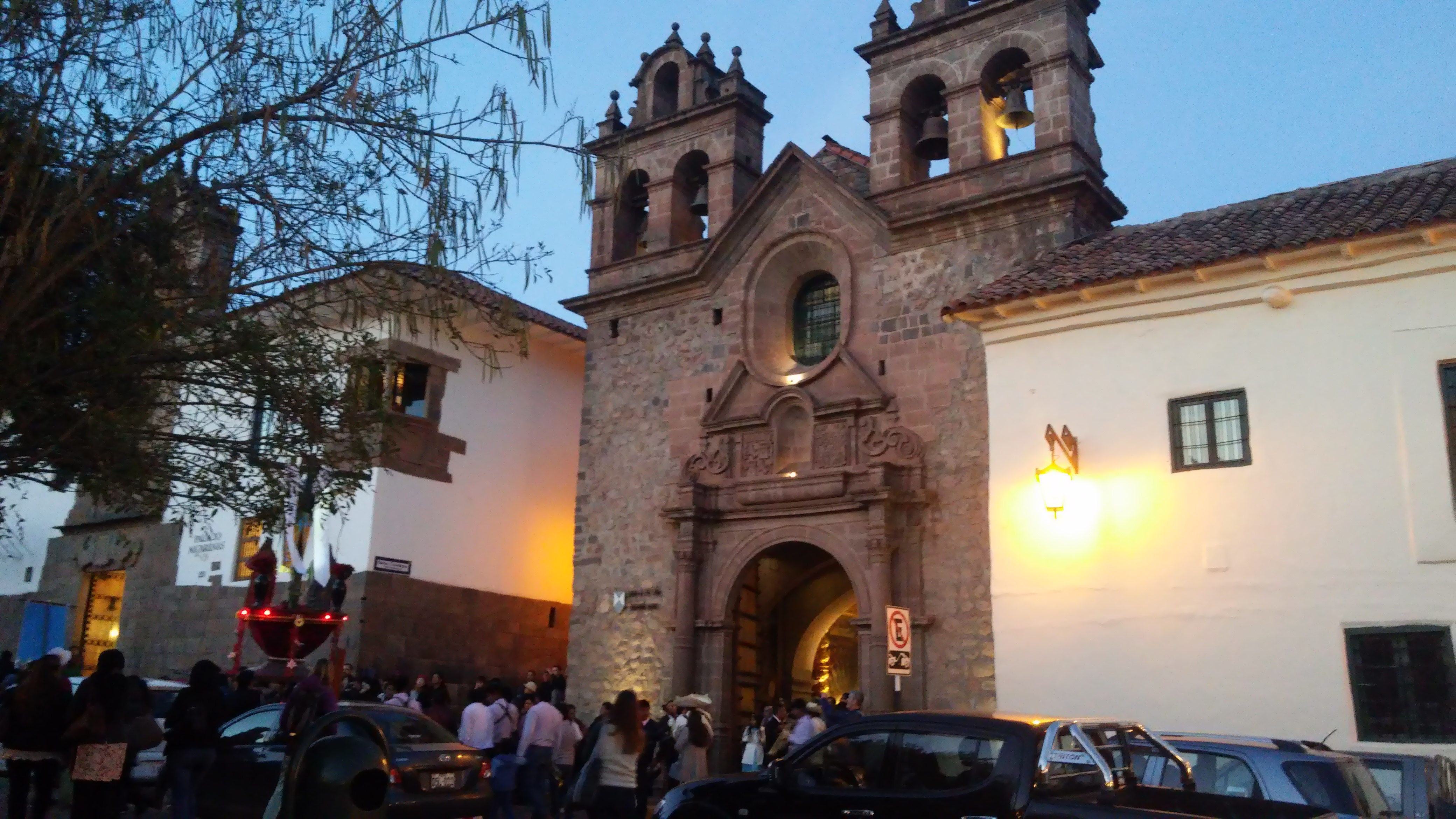
Vista de la Capilla del Seminario de San Antonio Abad, ubicado en la actual Plazoleta de las Nazarenas en Cusco. El Seminario dio lugar al nacimiento de la Real Universidad de San Antonio Abad en 1692, cuatro años después de la muerte de Espinosa Medrano.

La primera información biográfica certera que se posee sobre Espinosa Medrano es que hacia 1645, cuando contaba con una edad aproximada de quince años, era estudiante en el Seminario de San Antonio Abad en Cuzco. Por entonces sus maestros eran Alonso Bravo de Paredes y Quiñones, predicador sagrado y catedrático de filosofía en el Seminario; fray Francisco de Loyola, prior agustino y cofundador del Convento de San Agustín en Cuzco en 1559; y Juan de Cárdenas y Céspedes, rector del Seminario desde 1632 hasta 1702, año de su muerte. En 1662, Alonso Bravo de Paredes y Quiñones, en su censura del Apologético en favor de Don Luis de Góngora, escribiría sobre Espinosa Medrano: "Felicidad es suma ver en esta corta patria un sujeto epílogo glorioso de muchos grandes... Miro las luces todas de este Demóstenes Indiano... Veo el vuelo entero de este fénix criollo remontarse con imperceptibles giros al Olimpo". En 1664, Francisco de Loyola, en su prólogo al Discurso si en concurso de opositores a beneficio curado, escribiría sobre el autor: "Conózcole desde el año de 1645, que siendo prior y vicario provincial en aquella ciudad le atendí cuatro años estudiante de facultad en su colegio y asistente al servicio de la Iglesia en la Catedral, y reconocí entonces un ingenio muy singular, acompañado de mucha virtud. Después el año de 1658, subiendo provincial a la visita, le hallé doctor en teología, catedrático della y predicador insigne, y tan superior en los aplausos a sus concolegas".
Los estudios colegiales de Espinosa Medrano probablemente se prolongaron hasta 1648. Un año después inició su carrera como maestro, pues los testimonios de sus coetáneos indican que se desempeñaba ya como catedrático de artes en el Seminario de San Antonio Abad. En 1655 se inició su carrera eclesiástica, pues sirvió durante ese año, 1658, y 1659 en la Parroquia del Sagrario en la Catedral del Cuzco. Entre 1656 y 1657, años en que no sirvió en la Parroquia del Sagrario, adquirió el grado de Doctor en Teología en la Universidad de San Ignacio de Loyola, por entonces la única universidad de Cuzco. Desde 1658, fue catedrático de teología en el Seminario de San Antonio Abad, cargo que probablemente desempeñó, junto a la cátedra de artes, hasta la penúltima década de su vida.
Espinosa Medrano inició en la década de 1640 su carrera como dramaturgo. Escribió seguramente el auto sacramental en quechua El robo de Proserpina y sueño de Endimión la comedia bíblica en español circa 1645, mientras que Amar su propia muerte hacia 1650. El hijo pródigo, su otro auto sacramental en quechua, debió escribirse en los años posteriores a 1657, pues en los diálogos de los personajes se menciona al centro minero de San Antonio de Esquilache de Laicacota, de la provincia de Chucuito del Obispado de La Paz, el cual fue descubierto en 1657. No se posee evidencia documental que pruebe que las obras teatrales fueron representadas. Tampoco se tienen evidencias de que las obras teatrales hayan llegado a la imprenta en Lima, por lo que es posible que circularan en el Obispado del Cusco como manuscritos.
Una década más tarde, Espinosa Medrano inició su carrera como escritor, pues en 1662 publicó en la imprenta de Juan de Quevedo y Zárate, en Lima, el Apologético en favor de Don Luis de Góngora. Más de veinte años después, en 1694, se publicó en Europa, probablemente en España, la segunda edición del Apologético. Esta edición tuvo un pie de imprenta falso, pues decía haber sido impresa en Lima por Juan de Quevedo y Zárate, sin embargo, el impresor había muerto hacia 1679.
Desde 1664 hasta 1680, Espinosa Medrano continúa con la escritura de oraciones panegíricas a enunciar en distintos recintos del Cuzco, entre las más importantes: el 'Sermón a las Exequias de Felipe IV' de 1666 y la 'Oración Panegírica a la Concepción de Nuestra Señora' de 1670. Prosigue su carrera eclesiástica como párroco de Juliaca desde 1660 hasta 1668. Desde 1669 hasta 1676 es párroco en el pueblo de Chincheros, hoy paso importante en el Valle Sagrado de los Incas. Desde 1678 es párroco de San Cristóbal, por entonces una de las parroquias de indios más importantes del Cuzco, cargo que habrá de mantener hasta 1683 o 1684 cuando sea nombrado canónigo magistral en la catedral de la ciudad. Es pertinente destacar dos eventos en los que Espinosa Medrano expuso su ingenio a funcionarios de importancia del sistema imperial. El primer evento corresponde a la visita al Cuzco del Virrey Conde de Lemos en 1668, paso que permite al Virrey la lectura (o audición) de obras de Juan de Espinosa Medrano. El evento deja constancia del reconocimiento oficial a la distinción de su producción barroca, cuya singularidad los coterráneos alababan. Según el testimonio de Agustín Cortés de la Cruz, "El señor Conde de Lemos luego que oyó en el Cuzco algunas obras y versos [de Espinosa Medrano] con que le celebró el Colegio de San Antonio, los hizo trasladar, sin que quedase papel que no fuese digno de su estimación, por darlos a la estampa en España". El segundo evento destacable es el envío de una carta a Carlos II, Rey de España, por parte del obispo del Cuzco, Manuel de Mollinedo y Angulo en 1678. Este proceder muestra, la admiración y alta estima que se tenía hacia al autor por parte del ámbito religioso y  del letrado en la ciudad. El nombre de Juan de Espinosa Medrano  comienza a ser difundido más allá del obispado del Cuzco y el Virreinato del Perú. El obispo recomienda en la carta la asignación de un puesto en la Catedral del Cuzco para Espinosa Medrano y escribe al rey: "es el sujeto más digno que tiene el obispado por sus muchas y relevantes letras y virtud".

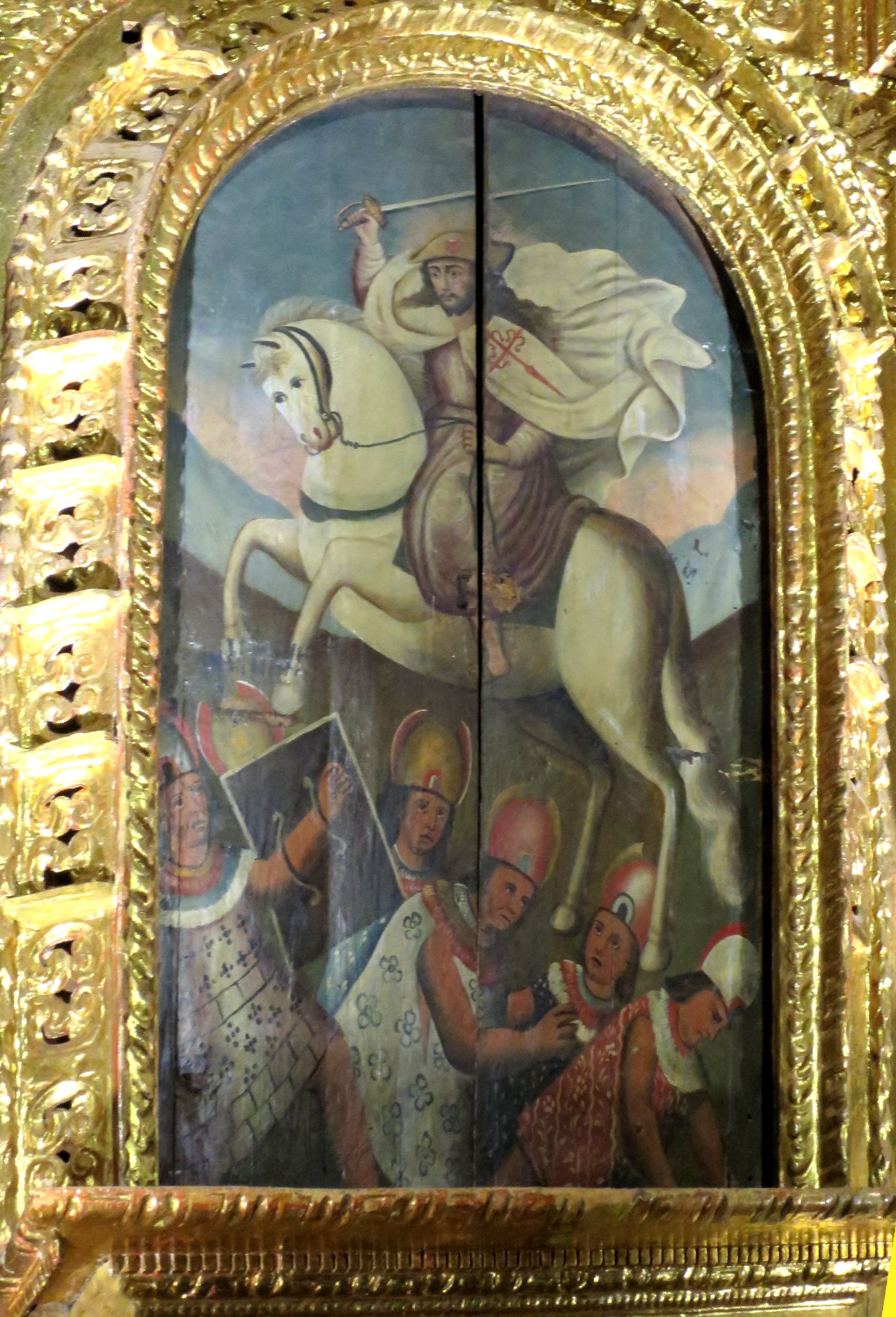
La "Oración panegírica en la festividad del glorioso Apóstol Santiago, patrón de las Españas" de Espinosa Medrano es uno de los textos fundamentales para comprender su autoidentificación cultural. El sermón fue predicado en la Catedral del Cuzco y luego publicado en el volumen póstumo de La Novena Maravilla. En la imagen, una pintura anónima de Santiago Apóstol acometiendo incas (siglo XVIII) de la Catedral del Cusco.

En diciembre de 1656, Espinosa Medrano se inició como predicador sagrado al enunciar "La oración panegírica a Nuestra Señora de la Antigua" en la Universidad de San Ignacio de Loyola ante Pedro de Ortega Sotomayor, el obispo del Cuzco. En 1658, probablemente en enero, predicó la primera "Oración evangélica y panegírica a nuestro glorioso padre San Antonio el Magno" en la Capilla del Seminario de San Antonio Abad, nuevamente ante Pedro de Ortega Sotomayor. En febrero de 1659, predicó el "Sermón panegírico al glorioso mártir y obispo San Blas" en la Iglesia de San Blas del Cuzco. En julio de 1660, predicó la "Oración panegírica en la festividad del glorioso Apóstol Santiago, patrón de las Españas" en la Catedral del Cuzco ante la nobleza de la ciudad. En agosto de 1662, predicó la "Oración panegírica a la renovación del Santísimo Sacramento", nuevamente en la Catedral del Cuzco. 

En 1663, probablemente en abril, Espinosa Medrano predicó la "Oración panegírica en loor de la gloriosa virgen y seráfica madre Santa Catalina de Sena" en el Monasterio de Santa Catalina en Cuzco. En 1666, predicó el "Sermón a las exequias de Don Felipe Cuarto, Rey de las Españas, nuestro señor". En 1667, durante Cuaresma, predicó la "Oración panegírica al santo nombre de María y con particularidad a la última A" en concurso con otros predicadores que elaboraron sermones sobre las otras letras. En 1668, probablemente en enero, predicó la "Oración evangélica panegírica tercera al gran padre San Antonio el Magno" en la Capilla de San Antonio Abad del Cuzco. También en 1668, predicó el "Sermón panegírico al augustísimo y santísimo nombre de María", en una fiesta que celebró la clerecía del Cuzco en la Catedral de la ciudad. En 1669, probablemente en marzo, predicó el "Sermón primero a la Encarnación" en el Monasterio de Santa Catalina en Cuzco. También en 1669, probablemente en agosto, predicó la "Oración panegírica segunda a San Bartolomé" en el Hospital para españoles y criollos de San Bartolomé del Cuzco. En 1670, probablemente en diciembre, predicó la "Oración panegírica a la Concepción de Nuestra Señora" en la Catedral del Cuzco. En agosto de 1673, predicó el "Sermón primero de Nuestra Señora de la Caridad o Asunción de María de Santísima, patrona de los excelentísimos Señores Duques de Medina-Sidonia"  en una celebración organizada por Don Alonso Pérez de Guzmán, corregidor del Cuzco, en la Catedral de la ciudad. En 1674, probablemente en agosto, predicó la "Oración panegírica al glorioso Apóstol San Bartolomé" en el Hospital de San Bartolomé del Cuzco. En 1677, probablemente en julio, predicó el "Sermón de Nuestra Señora del Carmen" en el Monasterio de las Carmelitas Descalzas de San José y Santa Teresa del Cuzco. En 1679, durante Cuaresma, predicó el "Sermón del Miércoles de Ceniza" en la Catedral del Cuzco. En agosto de 1681, predicó la "Reelección evangélica o sermón extemporal" como parte de su concurso a la canonjía magistral de la Catedral del Cuzco, la cual ganó. En 1682, probablemente en marzo, predicó el "Sermón de la Encarnación del hijo de Dios" en el Monasterio de Santa Catalina en Cuzco. También en 1682, seguramente en mayo o junio, predicó la "Oración panegírica de la feria tercia de Pentecostés" en el Hospital de los Naturales del Cuzco, hoy la Iglesia de San Pedro. En 1684, en la octava de la festividad del Corpus Christi, predicó la "Oración panegírica al augustísimo Sacramento del Altar" en la Catedral del Cuzco. En 1685, probablemente en enero, predicó el "Sermón panegírico primero al glorioso Doctor de la Iglesia Santo Tomás de Aquino" en el Convento de Santo Domingo del Cuzco. En marzo de 1685, predicó la "Oración panegírica segunda al glorioso Doctor de la Iglesia Santo Tomás de Aquino" nuevamente en el Convento de Santo Domingo del Cuzco. Finalmente, también en 1685, probablemente en noviembre, predicó la "Oración panegírica del glorioso Apóstol San Andrés" en el Hospital para mujeres de San Andrés en Cuzco.

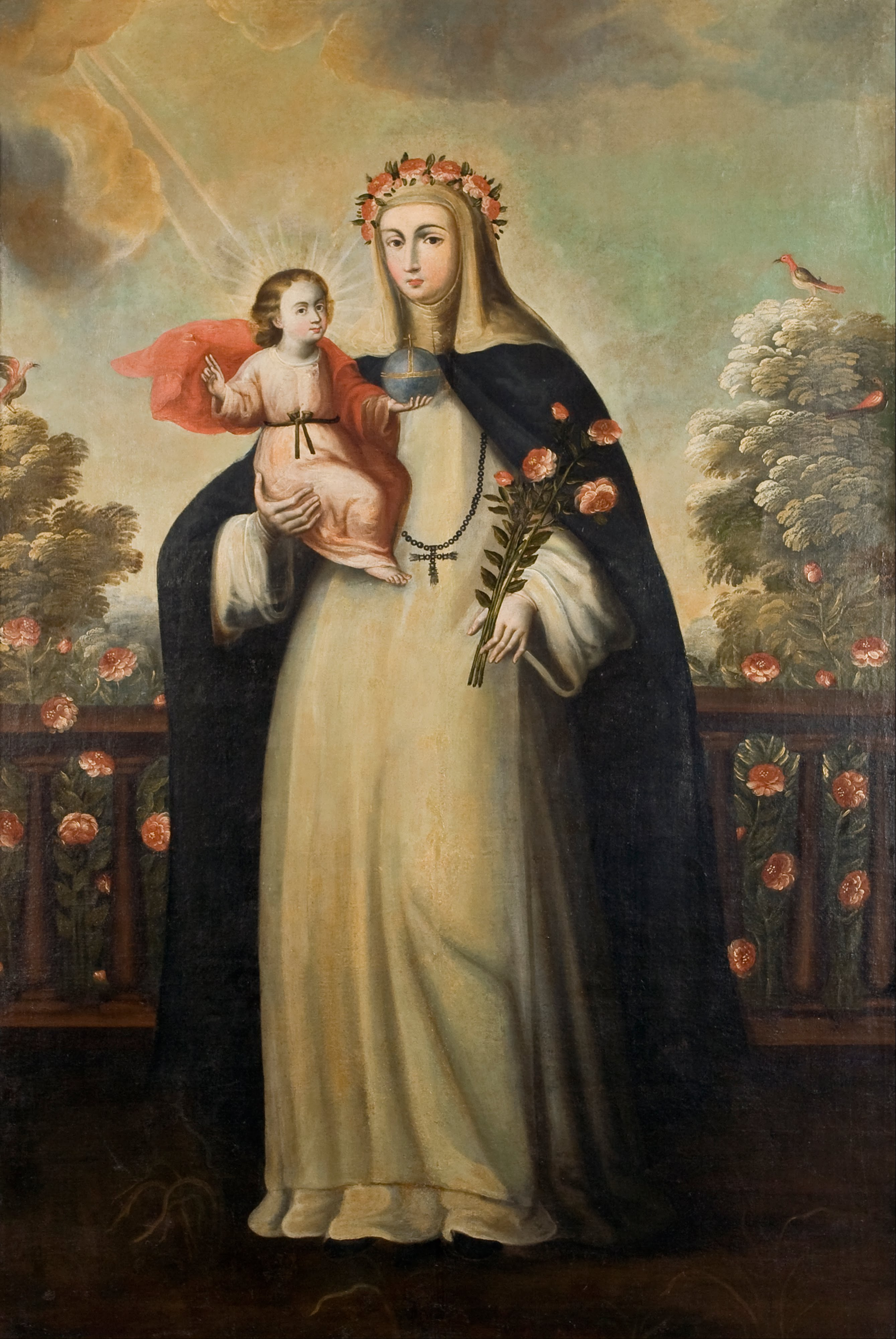
La "Oración panegírica a la gloriosa Santa Rosa, patrona de los Reinos del Perú" de Espinosa Medrano es también una celebración de la identidad y religiosidad criolla encarnada en la santa. En la imagen, Santa Rosa con el Niño Jesús, pintura anónima de la escuela cuzqueña.

Sus sermones no datados son: la "Oración panegírica de la Purificación de Nuestra Señora", probablemente predicado en la Catedral del Cuzco; el "Sermón segundo a la Asunción de Nuestra Señora, que intitulan de la Caridad, los Señores Duques de Medina-Sidonia", probablemente predicado en los años posteriores a 1673 en la Catedral del Cuzco; la "Oración evangélica panegírica segunda a San Antonio el Magno", predicada en la Capilla de San Antonio Abad en Cuzco, probablemente entre 1658 y 1668; la "Oración evangélica y panegírica cuarta al gran padre San Antonio Abad, patrón del Real Colegio Seminario del Cuzco", predicada en la Capilla de San Antonio Abad en Cuzco, probablemente en los años posteriores a 1668; la "Oración panegírica a la gloriosa Santa Rosa, patrona de los Reinos del Perú", predicada en el Convento de Santo Domingo del Cuzco, seguramente tras su canonización en 1671; y el "Sermón de la feria cuarta Post Dominicam Secundam Quadragesimae". Todos los sermones forman parte del volumen La Novena Maravilla.

### Obra filosófica y últimos años

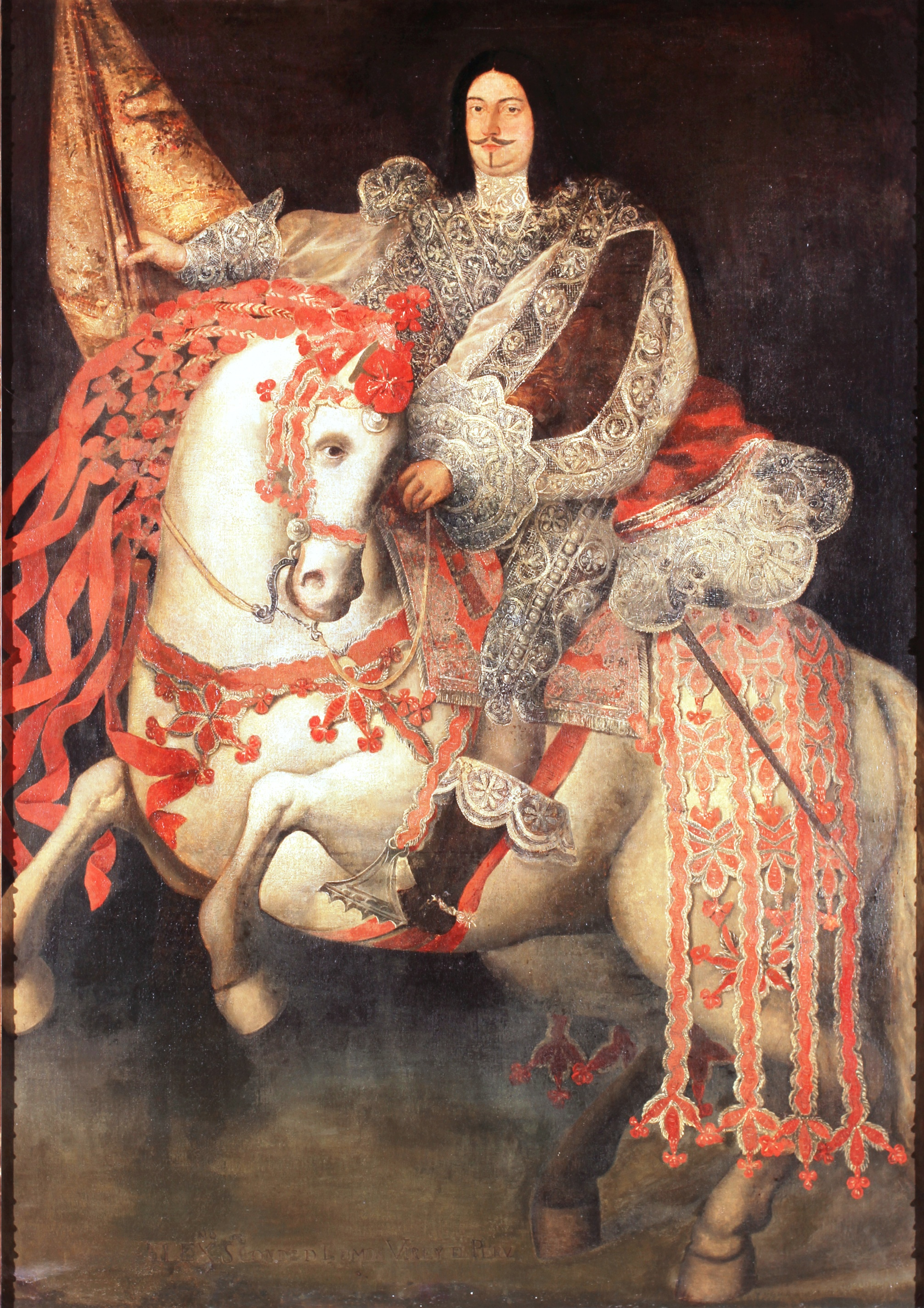
Retrato del Virrey Conde de Lemos, quien —según testimonios escritos— deslumbrado por el arte y sermones de Juan de Espinosa Medrano, ordenó (a su séquito) se mandasen a imprimir sus obras a España.

La Philosophia Thomistica publicada en Roma y La Novena Maravilla publicada en Valladolid, poco tiempo después de su muerte, tuvieron breve circulación debido a un sabotaje ejercido por clérigos jesuitas a fines del siglo XVII. En aquel periodo, el Seminario de San Antonio Abad, institución que erigió a Espinosa Medrano como figura representativa de su excelencia académica, disputaba con la Universidad de San Ignacio de Loyola la potestad en exclusividad de entrega del título académico de doctor a los bachilleres en teología en la ciudad del Cuzco. Desde Roma, La Sociedad de Jesús afectó la circulación europea de la obra de Espinosa Medrano para impedir la demostración de excelencia académica del Seminario de San Antonio Abad. Para el Seminario, la publicación de estas obras en Europa constituía, además de un deseo del autor, una estrategia para fortalecer la consecución de sus ambiciones institucionales frente a la Curia de la Iglesia en Roma.
En 1684 la actividad de Medrano, por entonces canónigo magistral en la Catedral del Cuzco, es intensa. A fines de aquel año toma posesión del cargo de tesorero de la Catedral y su labor de predicador sagrado continúa con ritmo firme, pues predica en 1684 y 1685 sus últimos sermones: la 'Oración Panegírica al Augustísimo Sacramento del Altar', la 'Oración Panegírica segunda en honor a Santo Tomás' y la 'Oración Panegírica del Glorioso Apóstol San Andrés'. Es nombrado chantre de la Catedral en 1686 y ejerce el cargo por dos años. En abril de 1686 otorga un poder a fray Leonardo López Dávalos para la impresión de su curso de lógica en latín Philosophia Thomistica en Roma; la obra se publicaría en 1688 año en que fallece Juan de Espinosa Medrano.
Ya nombrado arcediano de la Catedral y a punto de asumir el cargo, en noviembre de 1688, el Fénix criollo fallece en la ciudad del Cuzco, el cronista Diego de Esquivel y Navia señala el 13 de noviembre, mientras que otros documentos indican el 22 del mismo mes. El entierro se realiza en la Catedral de la ciudad "con magnífica pompa" y efusivas muestras de dolor por parte del pueblo. Entre los distinguidos asistentes al entierro se encuentran el obispo Manuel de Mollinedo y Angulo y el obispo Juan Bravo Dávila y Cartagena, recién electo para ocupar el cargo en el Tucumán.
En 1694 se publica la segunda edición del Apologético en favor de Don Luis de Góngora, con algunas variaciones respecto a la edición de 1662, sobre todo en los preliminares. En 1695 se publica en Valladolid el conjunto de sermones La Novena Maravilla, publicación que fue resultado de la labor de Agustín Cortés de la Cruz, discípulo y biógrafo de Juan de Espinosa Medrano,autor de un prólogo laudatorio.
Concluye, así, la vida de Juan de Espinosa Medrano, el Lunarejo, para quien 'fue corta la existencia dado su carácter de ingenioso Fénix'. Las palabras de Pedro de Peralta y Barnuevo actúan como testimonio de su legado, perpetuación y vida 'a despecho de la mortalidad':

"Dispón la admiración para el que objeto

es de mi vaticinio esclarecido:
Del Helicón peruano alto discreto
Apolo de sus musas aplaudido;
El Espinosa, a cuyo fiel respeto (127)
las ciencias tal tributo habrán rendido,
que el veloz ejercicio de estudiarlas
no aprenderlas será, sino imperarlas."

Nota 127 (Nota del propio Peralta y Barnuevo): El Dr. D. Juan de Espinosa Medrano, imprimió la célebre apología por D. Luis de Góngora, un tomo en folio de Lógica y varios de sermones.
Pedro de Peralta Barnuevo, Lima Fundada, Canto VII, Octava CXXVII.

## Obra

### Apologético en favor de Don Luis de Góngora
Su obra más importante es el Apologético en favor de Don Luis de Góngora, príncipe de los poetas líricos de España, contra Manuel de Faria y Sousa, caballero portugués, texto finalizado en 1600 y publicado en Lima en 1662. El Apologético, según la crítica, es el "primer tratado poético escrito en América por un español criollo", además de ser 'el primer gran ensayo de crítica literaria en esta América'. Se trata de un texto fundacional de la crítica literaria (y para la teoría literaria) en el continente americano; además de ser, uno de los discursos más logrados que forman el cuerpo de comentarios a la poética y obra de Luis de Góngora (las palabras del crítico español Marcelino Menéndez Pelayo, sobre el Apologético, "una perla caída en el muladar de la poética culterana", demuestran su calidad dentro de la poética del gongorismo).
El Apologético hace, pues, de Juan de Espinosa Medrano 'el primer crítico literario de América'. Asimismo, permite ver en el autor a uno de los criollos más empeñados en la declaración de su condición de intelectual americano a receptores europeos. De esta forma, con el Apologético, Medrano exalta su condición de americano y da testimonio de la alta cultura y el intelecto de los hombres del Nuevo Continente. Demuestra también la participación igualitaria de los hombres americanos (frente a los europeos) en la construcción de la cultura de occidente, pues el Apologético es una defensa de la cultura del Imperio Español y una exploración de la tradición poética occidental desde Grecia y Roma.
Por su contenido, el Apologético es una defensa de la poesía de Góngora y un análisis de las claves de su poética. En él, Espinosa Medrano refuta las críticas al estilo literario de Luis de Góngora y demuestra mediante la hermenéutica, la validez estética de su poesía y el ingenio de sus procedimientos literarios, especialmente el hipérbaton. El texto, estructurado como debate, se divide en doce secciones, cada una de las cuales inicia con fragmentos de la obra de Faria y continúa con una contención del autor. Un pasaje famoso para ilustrar la obra corresponde a la exaltación de Luis de Góngora con que concluye el Apologético:

Salve, tú, divino poeta, espíritu bizarro, cisne dulcísimo. Vive a pesar de la emulación, pues duras a despecho de la mortalidad. Coronen el sagrado mármol de tus cenizas los más hermosos lirios del Helicón: Manibus date lilia plenis. Descansen tus gloriosos Manes en serenísimas claridades, sirvan a tus huesos de túmulo ambas cumbres del Parnaso, de antorchas todo el esplendor de los astros, de lágrimas todas las ondas de Aganipe, de epitafio la Fama, de teatro el Orbe, de triunfo la muerte, de reposo la eternidad.
Juan de Espinosa Medrano

### La Novena Maravilla

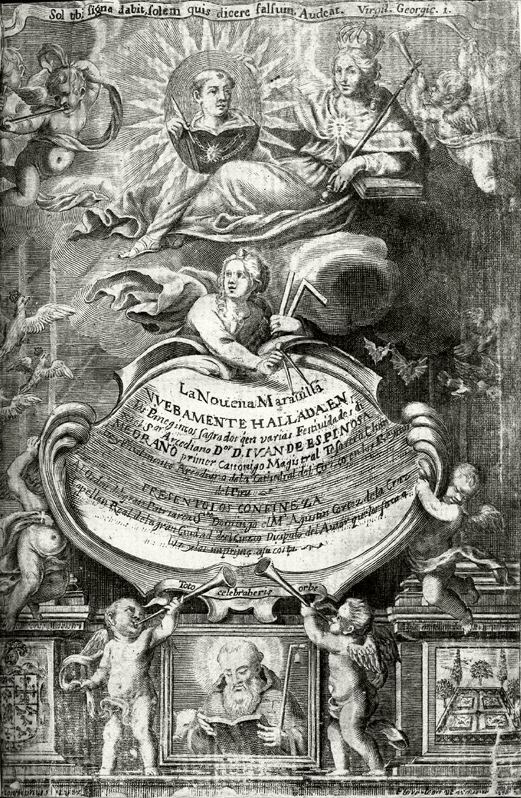
Portada de La Novena Maravilla de Juan de Espinosa Medrano (1695). El texto fue publicado en Roma por Agustín Cortés de la Cruz.

La Novena Maravilla (1695) es el título con que se publicó el conjunto de sermones panegíricos que Espinosa Medrano predicó a lo largo de su vida en el Cuzco. El volumen debe su nombre a la magnifiencia estilística y conceptual de los sermones, los que se comparan "a los ocho milagros o maravillas que celebró el Orbe", pues "honra de la América es el templo intelectual de este libro". La publicación de La Novena Maravilla cumple el deseo de Espinosa Medrano de ver sus sermones panegíricos en circulación por Europa. El volumen incluye  treinta sermones, casi todos ellos dedicados a María (sermones marianos), los Santos y Padres de la Iglesia (sermones hagiográficos), los Sacramentos y la Corona española (hay un sermón a Felipe IV). En ellos se hace uso del estilo barroco y de referencias eruditas (mitología, historia, poesía, teología y ciencias naturales), y se incluyen contenidos de tipo enciclopédico, pues estaban pensados para las minorías letradas y clericales.
Los sermones panegíricos de Espinosa Medrano constituyen "piezas oratorias destinadas al púlpito" (por lo tanto, tienen carácter fundamentalmente expositivo). Su estilo sublime apunta a exaltar las fiestas del calendario religioso, y a obnubilar al espectador, para convencerle del misterio religioso y el ingenio del predicador. Tal apetito por captar la admiración del receptor, sea americano o europeo, cobra más sentido una vez entra en consideración la lucha de Espinosa Medrano por el reconocimiento del intelectual americano y la legitimidad de su saber. De esta forma, el sermón es un género que "le permite mostrar su propia valía", hecho que cobra aún mayor significancia al considerar la falta de distinción de su abolengo.
Los sermones que más han llamado la atención de la crítica han sido: 'La oración panegírica a Santiago Apóstol', el 'Sermón a las exequias de Felipe Cuarto', los cuatro sermones a San Antonio Abad, los sermones a Santo Tomás de Aquino, y la 'Oración panegírica a la gloriosa Santa Rosa de Lima'. Este último sermón, es llamativo por constituir una vía para la demostración de "la igualdad moral y religiosa del Nuevo Mundo respecto del Viejo".
El siguiente pasaje demuestra la calidad estética y conceptual de los sermones panegíricos de Espinosa Medrano:.

Amparad Apóstol grande a la monarquía hispánica, contra los asaltos del infernal enemigo; pues tan vale vuestra sombra, que llegó a confesar el Demonio (según refiere el Cluniacense) que no se atravería a tocar una hormiga, como se acogiese al lecho de Santiago (...). Hormigas del mejor grano de mies evangélica, hormigas de la Fe más candial rodean vuestro sagrado lecho en Compostela, donde en apacible sueño reposa venerablemente vuestro cadáver. Defendedlas, pues, y mirad a su Católico Rey de tantos trabajos embestido, de tantas armadas envidias infestado, ¿Cómo es esto? ¿España vive cargada de los huesos de su Santiago y rebelde el lusitano se le conspira?, ¿pirata el inglés la saltea?, ¿émulo el franco la molesta?, ¿aleve el chileno la repela? !Ea!, Señor, reconoced los Castillos y Leones, que detrás de vuestra imagen tremola el estandarte católico; atended que vuestra España es la que clamando Santiago rompe las batallas animosa y confiada. Griten las trompetas, resuene batido el atambor y con espantoso estruendo se envuelvan uno y otro ejército entre los nublados del humo y el polvo; bramen las bombardas, brillen finalmente los aceros, suden de horror los montes y la campaña tiemble de asombro; que entonces retumbará la ronca y horrísona artillería de los Cielos y el hijo del trueno, sobre la nevada tempestad de un cándido caballo, desenvainará un rayo por cuchilla. !Ea!, que ya le fulminas en nuestro favor, Marte apostólico; entra, rompe, embiste, hiere, mata, corta, destroza, derriba, asuela, pasma, aturde, atropella, y en miserable fuga escapen del estrago cuantos añublar pretenden las glorias de nuestra España.
Juan de Espinosa Medrano 'Oración panegírica a Santiago Apóstol'

### Philosophia Thomistica

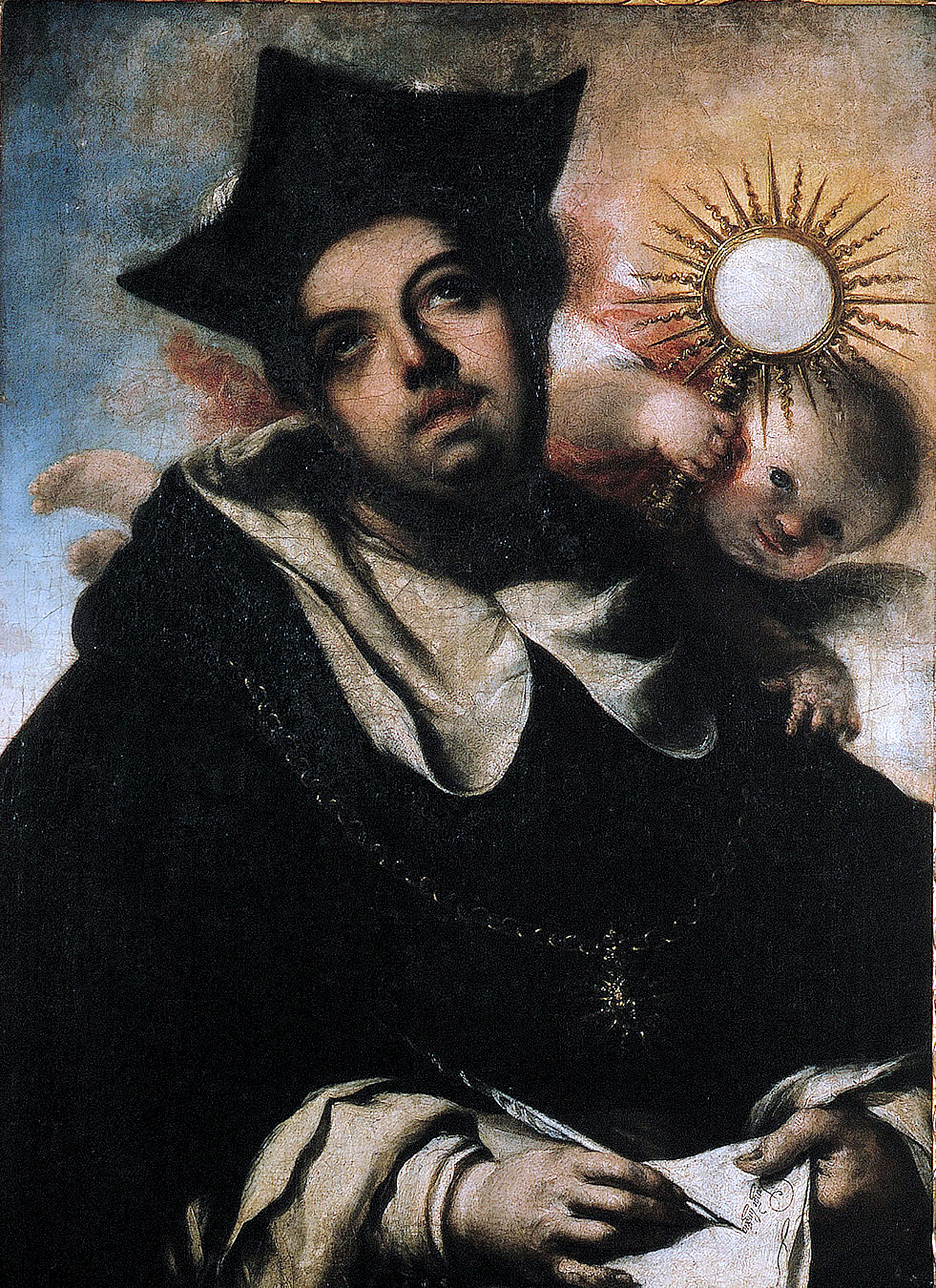
Tomás de Aquino por Francisco de Herrera el Mozo (c. 1656). Aquino es representado con birrete por ser Doctor de la Iglesia y con un ángel por su pseudónimo de Doctor Angélico.

En 1688 publica en Roma la Philosophia Thomistica seu Cursus Philosophicus. La obra no solo demuestra un acabado conocimiento filosófico y teológico, sino es también medio para su inclusión dentro del desarrollo filosófico en occidente. Con la Philosophia Thomistica, Espinosa Medrano buscaba mostrar (a sus lectores europeos) la altura intelectual que había alcanzado el criollo en América. Para tal fin, compuso un curso de filosofía que consistía, fundamentalmente, en una defensa del pensamiento de Platón, Aristóteles, Porfirio, Tomás de Aquino y Tomás Cayetano.
Por esta época Espinosa Medrano estaba al tanto de los desarrollos del pensamiento filosófico en Europa, lo que queda en evidencia por las citas de varias obras de muchos filósofos europeos de su siglo (un tercio del total) que contiene su obra, así como también, su participación argumentativa en las polémicas escolásticas de su propia época. A estas polémicas Espinosa Medrano contribuye con ideas originales; así, si bien su curso es de naturaleza más enciclopédica, hay también lugar en la Philosophia Thomistica para la demostración de una postura filosófica original y beligerante.
La escritura en latín de la Philosophia Thomistica, además de su complejidad filosófica, ha hecho de esta obra de Medrano la menos estudiada. En ella, Juan de Espinosa Medrano cita alrededor de 300 autores, además de seguir una argumentación lógica que por momentos, según la crítica, es "de complejidad extraordinaria". No obstante la dificultad, el estudio del curso de lógica de Espinosa Medrano se presenta como ineludible para la comprensión cabal del pensamiento del autor, pues sin lugar a dudas constituye un índice escrito de lo que debió haber sido su labor como catedrático de teología durante varios años en el Seminario de San Antonio Abad del Cuzco.
Un ejemplar de la Philosophia Thomistica se conserva en la Biblioteca Nacional del Perú.

### Amar su propia muerte

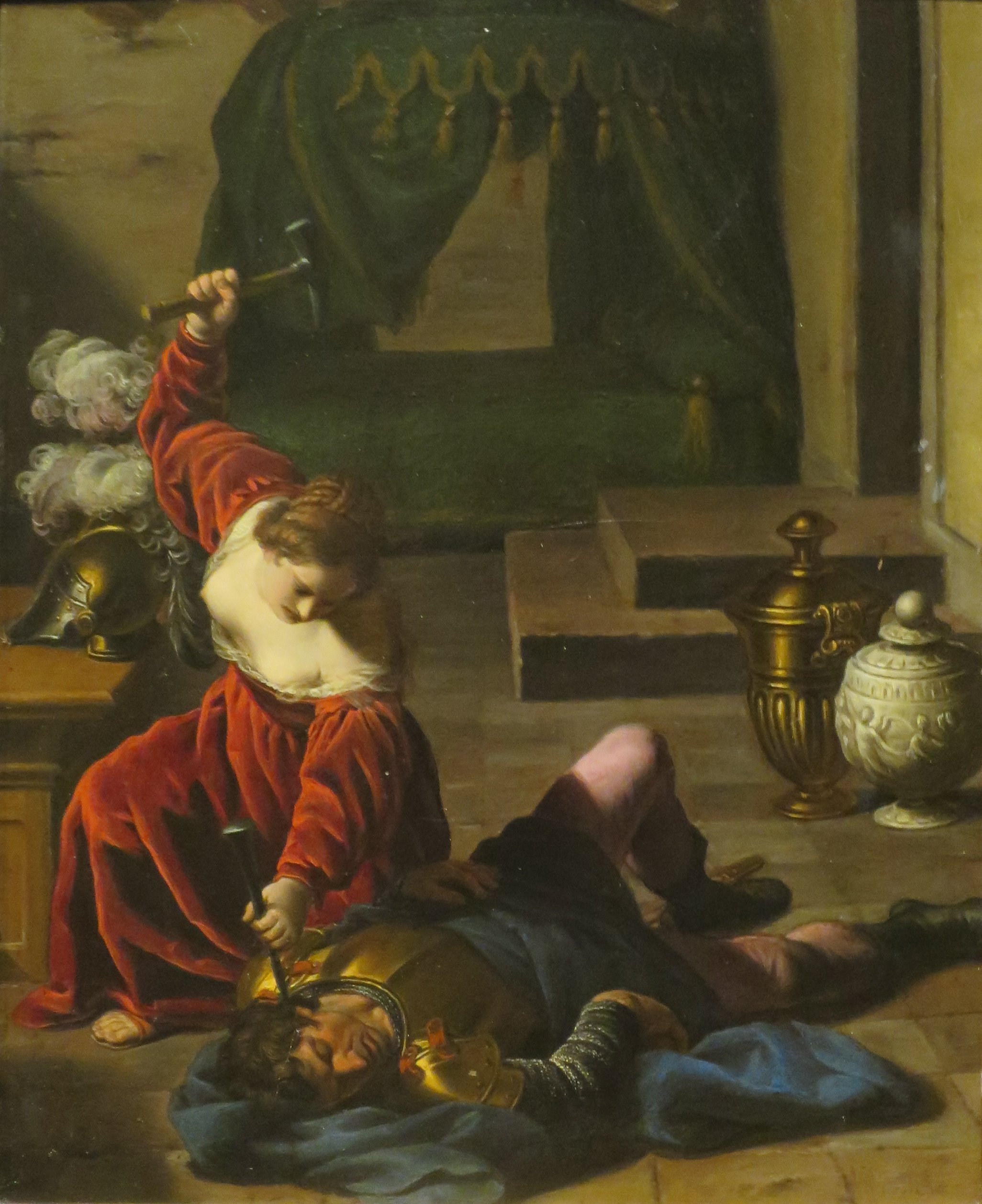
Yael y Sísara de Alessandro Turchi (c. 1610).

La comedia en español Amar su propia muerte (c. 1650) de Espinosa Medrano es una dramatización del pasaje bíblico del Libro de los Jueces, capítulo IV, del Antiguo Testamento; más concretamente, de la historia de Yael y Sísara. La pieza tiene rasgos del teatro barroco español, además de similitudes con la obra de Pedro Calderón de la Barca. Asimismo, comparte afinidad dramática y estructural con la pieza El clavo de Jael de Antonio Mira de Amescua.
Amar su propia muerte es una muestra ejemplar del desarrollo teatral barroco en Hispanoamérica. Espinosa Medrano aprovecha las convenciones teatrales llegadas desde la península ibérica para crear una obra que no solo replica las formas y contenidos teatrales, sino que las complejiza, innovando en el género. La comedia bíblica se divide en tres jornadas con una extensión de mil versos cada una y tiene variedad métrica o polimetría. 

"Titubeó el tropel de sus peñascos,

al tremolar mis bélicos damascos,
y al furibundo grito de mis tropas

encorvaron sus álamos las copas."
Juan de Espinosa Medrano, inicio de la comedia bíblica Amar su propia muerte.

### El robo de Proserpina y sueño de Endimión

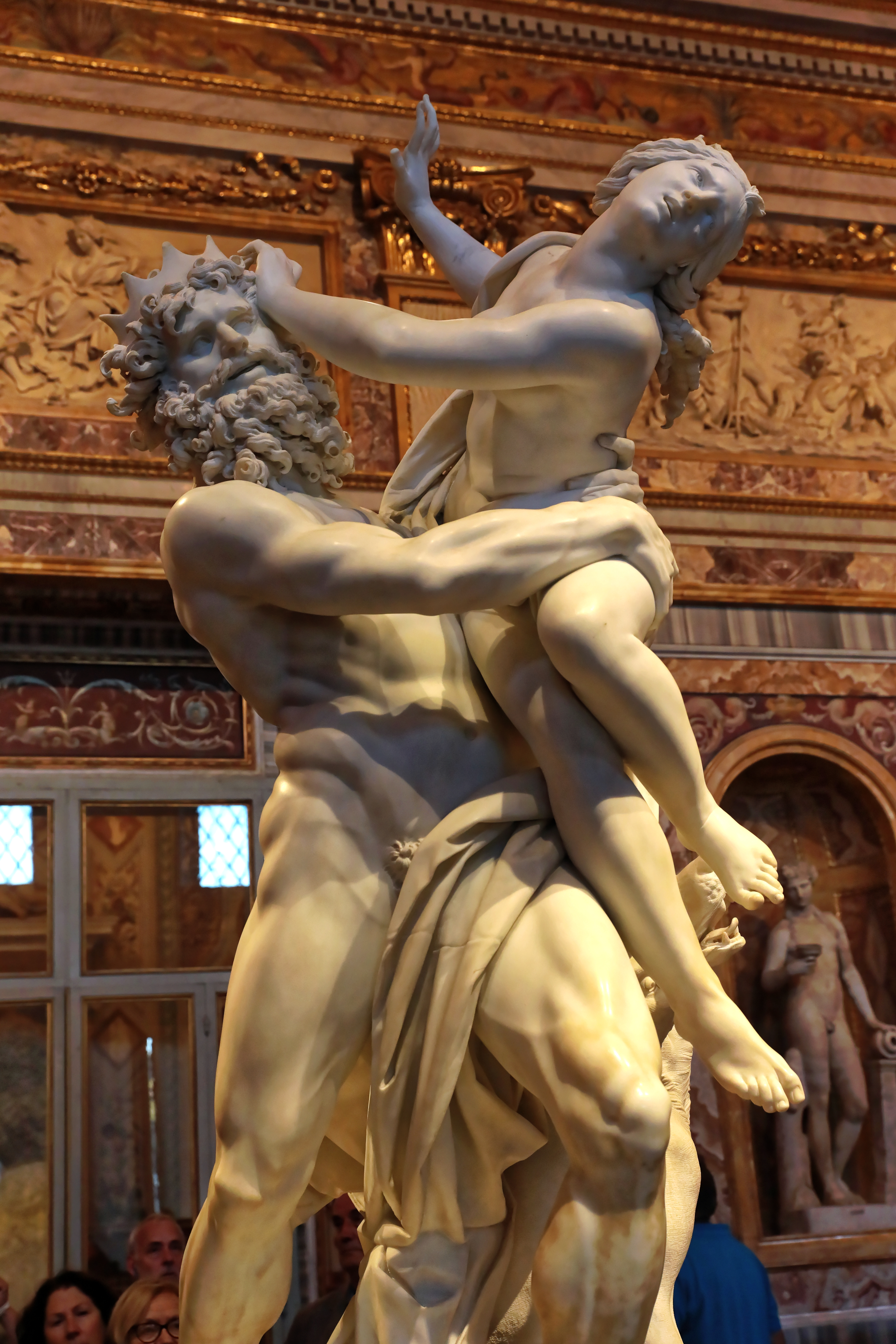
El rapto de Proserpina de Gian Lorenzo Bernini (c. 1621)

El robo de Proserpina y sueño de Endimión (c.1650) es uno de los autos sacramentales en quechua de Espinosa Medrano. Es una dramatización alegórica del mito del rapto de Proserpina por el dios Plutón y el mito de Endimión (divinidad que sueña). La finalidad de la obra es eminentemente religiosa, si bien la pieza hace uso de la tradición mitológica grecorromana. El robo de Proserpina y sueño de Endimión consta de, aproximadamente, 1700 versos y está escrita en quechua de la época colonial.
El quechua literario barroco de Espinosa Medrano en El robo de Proserpina y sueño de Endimión, ha sido destacado "por la vivacidad y brillantez maravillosas de su estilo". No tiene hoy correspondencia con los dialectos quechua hablados, sobre todo dada la descontinuación que sufrió el idioma con el paso del Perú a su existencia republicana, el siguiente pasaje permite apreciar la calidad de esta lengua literaria quechua:

"Sunquymi qhasquypi t'uqyan,

hatun phutikuypim kani.
Sinchiykuna, yanapaway,
tawantiyki kaypi kanki.
Huk hukmanta hayñiwaychik,

llakisqayta willasqayki"
Juan de Espinosa Medrano, inicio de el auto sacramental El robo de Proserpina y sueño de Endimión (versión de César Itier)

### El hijo pródigo

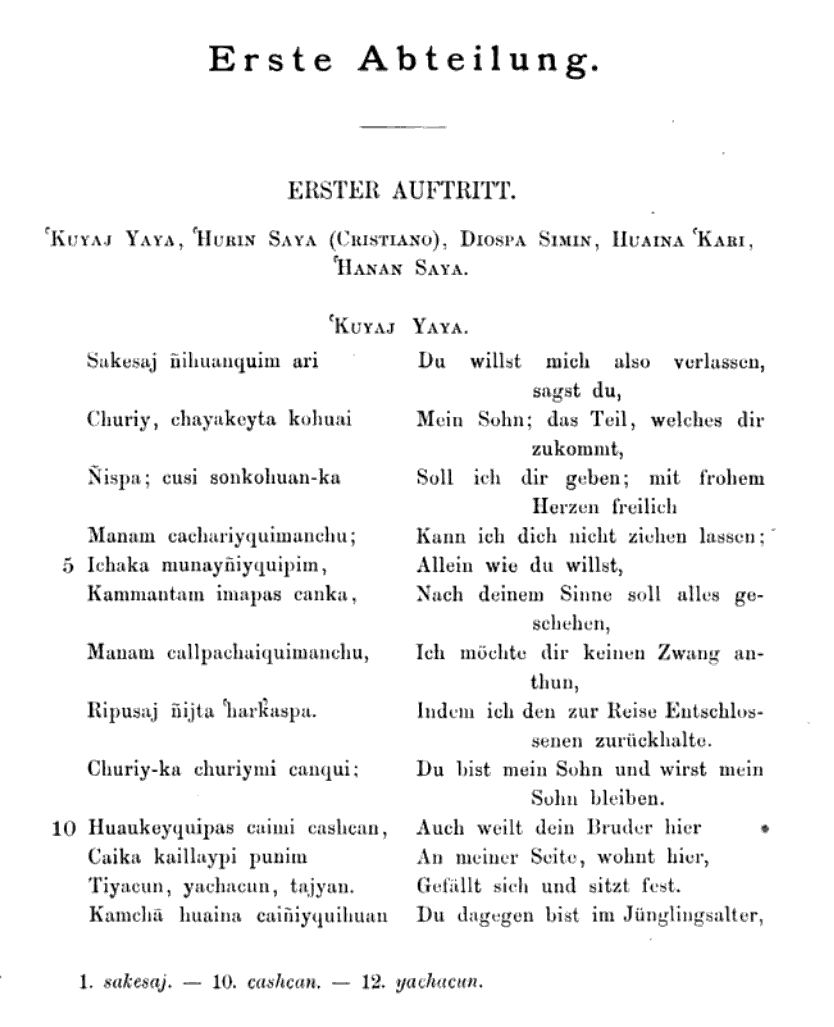
Hijo pródigo del Lunarejo (Middendorf 1891), inicio

El hijo pródigo (c. 1657) es el otro auto sacramental en quechua de Espinosa Medrano. Es una dramatización teatral de la parábola del hijo pródigo. La obra cuenta con unos 1500 versos que se dividen en tres jornadas y, como El robo de Proserpina y sueño de Endimión, está escrita en un quechua literario barroco.
La obra fue hallada por Ernst Middendorf y traducida al alemán antes que al español. Tiene un carácter alegórico propio del género auto sacramental, así como también rasgos inauditos, propios más bien de la cultura andina y relacionados al entorno social del Virreinato del Perú (como por ejemplo, el uso de elementos de vestimenta teatral andinos como la mascapaicha y referencias a rituales propios de los pueblos de los Andes).

### Panegírica declamación por la protección de las ciencias y estudios
La Panegírica declamación por la protección de las ciencias y estudios fue el primer texto publicado en imprenta de Espinosa Medrano. Se compuso en 1650 para festejo de Juan de la Cerda y de la Coruña, por entonces nombrado corregidor y justicia mayor de la ciudad del Cuzco.
La Panegírica declamación por la protección de las ciencias y estudios es una demostración de oratoria epidíctica. Su objetivo fue exaltar las cualidades del nuevo corregidor, y elogiar al Seminario de San Antonio Abad y defenderlo en su enfrentamiento con los jesuitas.
La referida Panegírica fue publicada por Ventura García Calderón en París en 1938.

## Crítica y legado

### Apreciación crítica de Juan de Espinosa Medrano en Perú

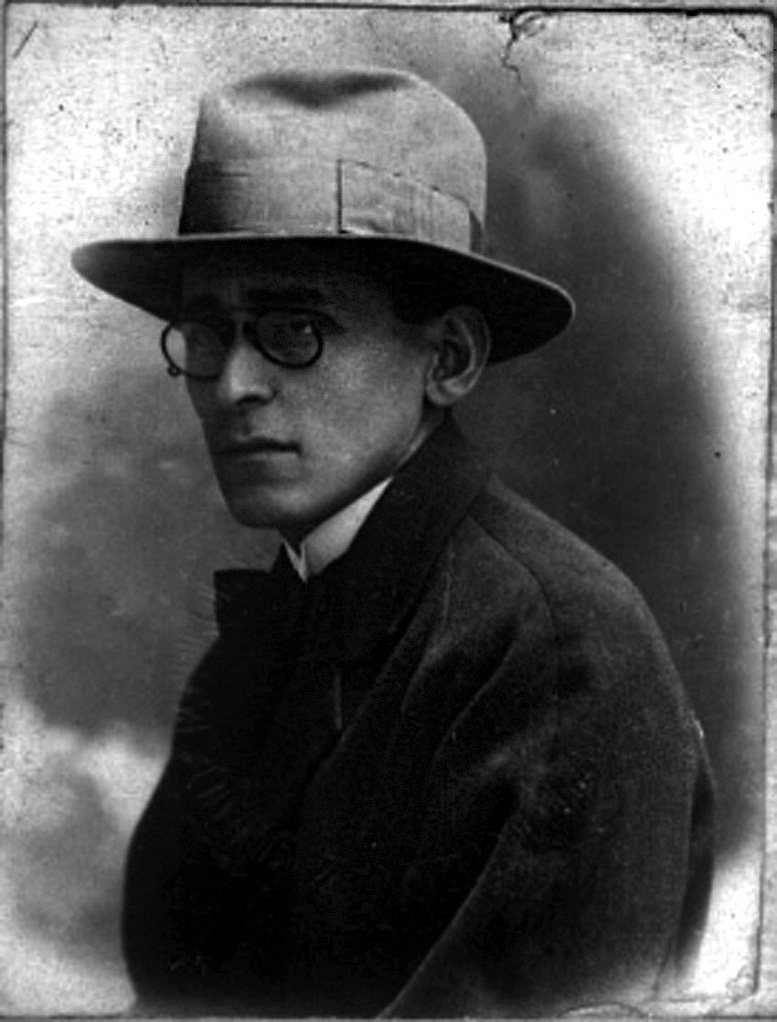
José Carlos Mariátegui no percibió la importancia y originalidad de la obra de Medrano, a la cual calificó de 'española' en contraposición a 'peruana' (en su ensayo 'El proceso de la literatura', incluido en los 7 ensayos de interpretación de la realidad peruana).

En vida, Medrano fue considerado uno de los intelectos más destacados del Virreinato del Perú. Tras su muerte, se fue popularizando la idea de Medrano como un predicador sagrado indio, hecho inaudito en la realidad colonial (la idea de Medrano como indio surge durante el Virreinato, tal como indican las crónicas del siglo XVIII, por ejemplo las obras de Diego de Esquivel y Navia y Juan de Velasco).
Desde el establecimiento del Perú como una república independiente (siglo XIX), la valoración crítica de la obra de Medrano ha estado caracterizada por la falta de seriedad y la ausencia de academicismo.
La primera valoración crítica de Medrano corresponde a fines del siglo XIX, en especial a Clorinda Matto de Turner. Matto promueve la rememoración de Medrano como modelo de 'mesticismo cultural' y del triunfo del talento sobre un esquema social basado en la injusticia colonial; sin embargo, no promueve la obra de  Medrano por sus cualidades intrínsecas o estéticas.
En la primera mitad del siglo XX, la apreciación crítica de Medrano fue pobre y estuvo condicionada por las ideologías de los iniciadores de la crítica académica en el Perú: José de la Riva-Agüero y José Carlos Mariátegui. Ambos no entendieron  la estética barroca y minusvaloraron la obra del clérigo cuzqueño. Tal minusvaloración se percibe también en la apreciación de la obra de Medrano por parte de críticos indigenistas en el Cuzco de fines de siglo XX (Yépez Miranda y Ángel Avendaño), los cuales, en trabajos de historiografía literaria de limitada rigurosidad científica, desecharon la obra de Medrano por su carácter barroco y su cultura occidental. Por último, ya en la segunda mitad del siglo, tuvieron aproximaciones desacertadas a la obra de Medrano los escritores Luis Loayza y Martín Adán.
Recién Luis Jaime Cisneros recupera la figura de Medrano como factor insoslayable en el canon literario peruano. Cisneros realizó trabajo documental pionero para rescatar la identidad de Medrano, y valoró la obra del predicador cuzqueño por su valor intrínseco. Luis Jaime Cisneros publicó una varios artículos en la década de 1980 sobre la biografía y obra de Espinosa Medrano; también editó dos obras del autor: el Apologético en favor de Don Luis de Góngora (2005) y La Novena Maravilla (2011).
Por su parte José Antonio Rodríguez Garrido profundizó la labor filológica sobre la obra y vida de Medrano. Garrido fue el encargado de escribir una introducción a la obra del autor en la colección Historias de las literaturas en el Perú. En esta colección, la inclusión de  Medrano en la sección de los 'Fundadores' de las letras peruanas (junto al Inca Garcilaso de la Vega y Felipe Guamán Poma de Ayala), demuestra, el logro histórico del reconocimiento a la importancia cultural de la obra de Medrano, sobre todo para la historia del Perú, como también para Hispanoamérica.
La introducción a la colección menciona:

Desde tres diferentes perspectivas, la indígena para Guaman Poma de Ayala, la mestiza para el Inca Garcilaso, y la criolla para Juan de Espinosa Medrano, con el correr del tiempo estos autores se constituirán en pilares de la literatura y cultura del Perú, y por ello se han colocado bajo la categoría de «fundadores».
Raquel Chang-Rodríguez y Carlos García Bedoya M.

Por último, vale listar a otros autores que, ya sea a través de ediciones de las obras de Juan de Espinosa Medrano o comentarios y estudios sobre su vida y obra, se aproximaron al autor: Rubén Vargas Ugarte, José Gabriel Cosio, Luis 'El Cholo' Nieto, Jorge Basadre, Raúl Porras Barrenechea, Luis A. Sánchez, Luis E. Valcárcel, Teodoro Meneses, Augusto Tamayo Vargas, Javier Nuñez, Eduardo Hopkins, Pedro Guibovich, entre otros.

### Legado
El legado de Juan de Espinosa Medrano ha sido reconocido, con seriedad, solamente en años muy recientes. La falta de apreciación de su obra es consecuencia de la incomprensión del Barroco Hispanoamericano por parte de la crítica académica latinoamericana, incomprensión que a su vez es resultado de la influencia de una visión negativa de la estética barroca por parte de la crítica literaria española de fines de siglo XIX (por ejemplo, los trabajos de Marcelino Menéndez Pelayo).
A partir de la década de 1950 Medrano es reconocido como el fundador de la crítica literaria latinoamericana (por el Apologético en favor de Don Luis de Góngora). Su figura ha sido entendida como 'fundacional para la modernidad estética latinoamericana' (por Roberto González Echeverría), sobre todo por el ulterior desarrollo de las estéticas barrocas en el continente (especialmente en la obra de los escritores cubanos Alejo Carpentier, José Lezama Lima y Severo Sarduy).
En los años de 1970 con Walter Redmond y ya en la década del 2000 con Mabel Moraña, la producción filosófica y literaria (respectivamente) de  Medrano pasa a ser reconocida con más atención por parte de la crítica. Se demuestra que el legado de Medrano es fundamental en la filosofía, de la cual es pionero en su práctica en América, además de ser adelantado de un nacimiento de una 'conciencia criolla' proto-nacional americana (como lo demuestran sus comentarios sobre la realidad de América en sus obras literarias).

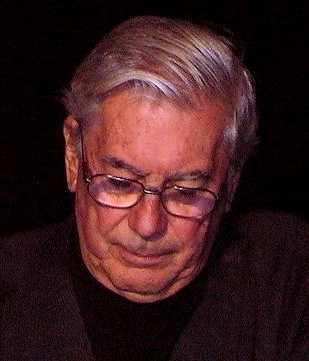
Mario Vargas Llosa se refirió a Juan de Espinosa Medrano en 1986

Finalmente, se reconoce en Juan de Espinosa Medrano a un "antecedente indudable del escritor hispanoamericano" de los siglos XX y XXI por su labor de apropiación de la cultura occidental en América para así participar en su desarrollo sin estar reducido a la posición de epígono. Fue Mario Vargas Llosa, quien, en su discurso de recepción del Premio Príncipe de Asturias en 1986, se refirió a Juan de Espinosa Medrano como un precursor del escritor hispanoamericano moderno y a su obra como una anticipación cultural de lo que sería América Latina. Mario Vargas Llosa dijo: 

En los tiempos del Doctor Sublime (Juan de Espinosa Medrano), la mayoría de nuestros escritores eran meros epígonos: repetían, a veces con buen oído, a veces desafinando, los modelos de la metrópoli. Pero, en algunos casos, como en el suyo, apunta ya un curioso proceso de emancipación en el que el emancipado alcanza su libertad y su identidad eligiendo por voluntad propia aquello que hasta entonces le era impuesto. El colonizado se adueña de la cultura del colonizador y, en vez de mimarle, pasa a crearla, aumentándola y renovándola. Así, se independiza en la medida en que se integra. En eso consiste la soberanía cultural de Hispanoamérica: en saber que Cervantes, el Arcipreste y Quevedo son tan nuestros como de un asturiano o un leonés. Y que ellos nos representan tan legítimamente como las piedras de Machu Picchu o las pirámides mayas.
Mario Vargas Llosa

## Leyenda y supervivencia en la tradición oral
Desde la popularización de la imagen de Juan de Espinosa Medrano como un escritor indio en tiempos de la colonia, se ha ido consolidando una biografía e identidad alternativa del autor en la tradición oral de los departamentos de Cusco y Apurímac (esta, si bien transmitida de modo oral, tiene también sus orígenes en la tradición escrita o letrada —pues históricamente se desarrolla paralelamente a las obras de Clorinda Matto de Turner y otros escritores de provincias—).
Según la tradición oral, el verdadero nombre del niño —llamado a ser un eminente autor en las letras coloniales— nacido en el pueblo de Calcauso del obispado del Cuzco fue Juan Chancahuaña. Juan solo pasaría a tener los apellidos de Espinosa Medrano años más tarde, una vez padres adoptivos españoles lo acogieron en una nueva familia.
Según las fuentes orales, al pueblo indio de Calcauso llegó, a inicios del siglo XVII, un sacerdote español apellidado De Espinosa para tomar a cargo la evangelización de los indios. De Espinosa predicaba en latín durante las misas. Se dice que un día De Espinosa sorprendió al niño Juan Chancahuaña "interpretando en latín cánticos de misa". Fue el momento en que se manifestó su especial capacidad intelectual.
De Espinosa toma bajo su custodia al joven Juan Chancahuaña y lo traslada al Cuzco como sirviente —ciudad donde tenía por tarea llevar y recoger de la escuela a los hijos naturales de sus padres españoles adoptivos—. Se dice que mientras los hijos de españoles estudiaban, Juan "quedaba observando desde el umbral de la puerta del aula, siguiendo con atención la explicación del maestro". Un día que un niño criollo no supo responder a la pregunta de su maestro, Juan Chancahuaña se ofreció a responder por él (la respuesta, por su calidad, tomó por sorpresa al sacerdote y maestro español, el cual patrocinó posteriormente sus estudios).
La leyenda más famosa, corresponde a la vida adulta de Juan de Espinosa Medrano (Juan Chancahuaña). Esta, nace de la tradición letrada, de donde ha sido descartada hoy por su carácter no oficial. La leyenda (repetida por Diego de Esquivel y Navia, Juan de Velasco y Clorinda Matto dice):

“El año de 1668, siendo Virrey de Lima el Señor Conde de Lemos, fue a reprimir en persona el tumulto ruidoso de los Indianos de Puno, el cual se suprimió antes que llegase. Hallándose con esa ocasión en la ciudad del Cuzco, y haciéndose en ella no sé qué solemne fiesta con panegírico, quiso asistir el Virrey por la fama que tenía el predicador en todo el Reino. Era este un Indiano llamado comúnmente el Lunarejo, por un lunar que tenía en la cara. [...] Cuando este predicaba, era necesario coger un lugar con mucho tiempo, para lograr oírle, siendo siempre los concursos nunca vistos con ningún otro.

Aquella vez que estuvo el Virrey presente, sucedió que la Indiana vieja, madre del predicador, vestida con el infeliz trage de Indiana, queriendo entrar á la iglesia, no pudiese conseguirlo, porque la arrojaba el concurso que había aun fuera de las puertas. Advirtióle el hijo desde el púlpito, y suspendiendo el panegírico, pidió al auditorio, que por Dios dejase entrar aquella muger, que aunque Indiana y aunque pobre y despreciable era madre suya, y tenía razón en querer oírlo. Fue luego introducida, y las señoras principales de la ciudad la pusieron en su asiento y compañía”
Juan de Velasco en Historia del reino de Quito en la América Meridional (1844)

Finalmente, la tradición oral señala que antes del término de su vida, Juan Chancahuaña retornó a Calcauso y actuó como arquitecto para la reorganización de las calles del pueblo de Apurímac. Convirtió a Calcauso en un "Cusco pequeño", tal como se observa en los trazos actuales del pueblo andino.

## Estudios destacados

### Estudios sobre la vida de Juan de Espinosa Medrano
- Cisneros, Luis Jaime y Pedro Guibovich (1987). "Apuntes para una biografía de Espinosa Medrano". Fénix, N.º 32/33, pp. 96-112, Lima.
- Guibovich Pérez, Pedro (1992). "El testamento e inventario de bienes de Espinosa Medrano". Histórica, vol. XVI, N.º 1, pp. 1-31, Lima.
- Matto de Turner, Clorinda (1890). "Don Juan de Espinosa Medrano o sea el Doctor Lunarejo". Bocetos al lápiz de americanos célebres. Lima: Bacigalupi.

### Ediciones de las obras de Juan de Espinosa Medrano
- Espinosa Medrano, Juan de (1938). Panegírica declamación por la protección de las ciencias y estudios. El apogeo de la literatura colonial. París: Desclée de Brouwer.
- Espinosa Medrano, Juan de (1938). El hijo pródigo. Literatura Inca. Traducción de F. Schwab de la traducción alemana de Ernst Middendorf. París: Desclée de Brouwer.
- Espinosa Medrano, Juan de (2005). Apológetico en favor de Don Luis de Góngora. Edición anotada de Luis Jaime Cisneros. Lima: Academia Peruana de la Lengua.
- Espinosa Medrano, Juan de (2010). El robo de Proserpina y sueño de Endimión. Edición, traducción y estudio preliminar de César Itier. Lima: IFEA, PUCP, IRA.
- Espinosa Medrano, Juan de (2011). Amar su propia muerte. Edición, prólogo y notas de Juan Vitulli. Madrid: Iberoamericana - Vervuert.
- Espinosa Medrano, Juan de (2011). La Novena Maravilla. Estudio preliminar de Luis Jaime Cisneros, edición con José Antonio Rodríguez Garrido. Lima: Congreso del Perú.

### Estudios esenciales sobre la obra de Juan de Espinosa Medrano
- Cisneros, Luis Jaime (1987). "La polémica Faria-Espinoza Medrano: Planteamiento crítico". Lexis, vol. 11, N.º 1, pp. 1-62, Lima.
- Moore, Charles B. (2000). El arte de predicar de Juan de Espinosa Medrano en La Novena Maravilla. Lima: Pontificia Universidad Católica del Perú.
- Redmond, Walter (1970). "Juan de Espinosa Medrano: Prefacio al lector de la Lógica". Fénix, N° 20, pp. 74-88, Lima.
- Redmond, Walter (1972). La Lógica en el virreinato del Perú a través de las obras de Juan de Espinosa Medrano (1688) e Isidoro de Celis (1787). Lima: Tesis doctoral UNMSM.
- Rodríguez Garrido, José Antonio (1988). "Aproximación a la oratoria sagrada de Espinosa Medrano". Boletín IRA, N.º 15, pp. 11-32, Lima.
- Rodríguez Garrido, José Antonio (2010). "Poesía y ortodoxia en el Apologético (1662) de Espinosa Medrano". Calíope, vol. 16, N.º 1, pp. 9-25, Greensboro.
- Rodríguez Garrido, José Antonio (2017). "Modelo, imitación y cultura criolla en Juan de Espinosa Medrano". Historia de las literaturas en el Perú, pp. 439-472. Lima:PUCP, otros.
- Vitulli, Juan (2013). Instable puente: la construcción del letrado criollo en la obra de Juan de Espinosa Medrano. Valencia: The University of North Carolina at Chapel Hill.

- Datos: Q3752010